# Трисульфид дицезия
Трисульфид дицезия — неорганическое соединение
серы и цезия
с формулой Cs2S3,
оранжевые кристаллы.

## Получение
- Сплавление стехиометрических количеств чистых веществ:

{\displaystyle {\mathsf {2Cs+3S\ {\xrightarrow {206^{o}C}}\ Cs_{2}S_{3}}}}

## Физические свойства
Трисульфид дицезия образует оранжевые кристаллы
ромбической сингонии, пространственная группа C mc21, параметры ячейки a = 0,7712 нм, b = 1,0939 нм, c = 0,8111 нм, Z = 4,
структура типа трисульфида дикалия K2S3
.
Соединение образуется по перитектической реакции при температуре 206°C 
или конгруэнтно плавится при температуре 213°C .
Соединение является диамагнетиком.